# Grande-Bretagne aux Jeux olympiques d'été de 2008
Le Royaume-Uni de Grande-Bretagne et d'Irlande du Nord participe aux Jeux olympiques d'été de 2008 à Pékin. Le Royaume-Uni a participé à tous les Jeux olympiques d'été à ce jour. Les 313 athlètes britanniques ont pris part aux épreuves dans vingt catégories sportives. Avec 47 médailles, la délégation améliore son total d'Athènes de 17 médailles et passe du 10e au 4e rang.

## Liste des médaillés

### Médailles d'or

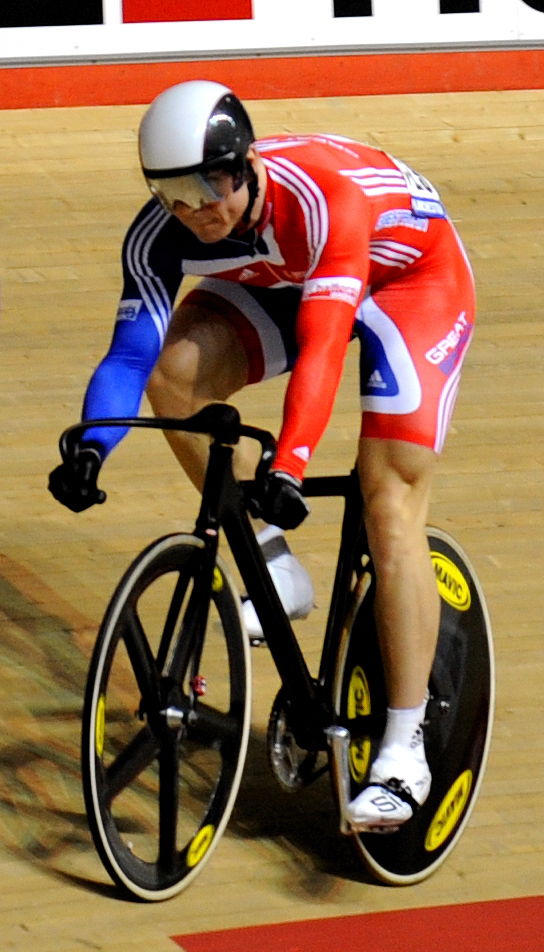
Le triple médaillé d'or Chris Hoy.

| Sport               | Discipline                      | Sportifs                                                  | Performance         |
| Médailles d'or : 19 |                                 |                                                           |                     |
| Athlétisme          | 400 m (F)                       | Christine Ohuruogu                                        | 49 s 62             |
| Aviron              | Quatre de pointe (H)            | Tom James Andy Hodge Pete Reed Steve Williams             | 6 min 06 s 57       |
| Aviron              | Deux de couple poids légers (H) | Zac Purchase Mark Hunter                                  | 6 min 10 s 19       |
| Boxe                | Poids moyen                     | James DeGale                                              |                     |
| Cyclisme sur route  | Course sur route (F)            | Nicole Cooke                                              | 3 h 32 min 24 s     |
| Cyclisme sur piste  | Vitesse par équipes (H)         | Chris Hoy Jason Kenny Jamie Staff                         | 43 s 128            |
| Cyclisme sur piste  | Poursuite individuelle (H)      | Bradley Wiggins                                           | 4 min 16 s 977      |
| Cyclisme sur piste  | Keirin (H)                      | Chris Hoy                                                 |                     |
| Cyclisme sur piste  | Vitesse (H)                     | Chris Hoy                                                 | 9 s 815 (RO)        |
| Cyclisme sur piste  | Poursuite individuelle (F)      | Rebecca Romero                                            | 3 min 28 s 321      |
| Cyclisme sur piste  | Poursuite par équipe (H)        | Edward Clancy Paul Manning Geraint Thomas Bradley Wiggins | 3 min 53 s 314 (RM) |
| Cyclisme sur piste  | Vitesse (F)                     | Victoria Pendleton                                        | 10 s 963 (RO)       |
| Kayak               | 1000 m kayak monoplace K1 (H)   | Tim Brabants                                              | 3 min 26 s 323      |
| Natation            | 400 m nage libre (F)            | Rebecca Adlington                                         | 4 min 03 s 22       |
| Natation            | 800 m nage libre (F)            | Rebecca Adlington                                         | 8 min 14 s 10 (RM)  |
| Voile               | Yngling                         | Sarah Ayton Sarah Webb Pippa Wilson                       | 24 points           |
| Voile               | Finn                            | Ben Ainslie                                               | 33 points           |
| Voile               | Laser                           | Paul Goodison                                             | 63 points           |
| Voile               | Star (H)                        | Iain Percy Andrew Simpson                                 | 45 points           |

### Médailles d'argent
| Sport                   | Discipline                 | Sportifs | Performance |
| Médailles d'argent : 13 |                            | |             |
| Athlétisme              | Saut en hauteur (H)        | Germaine Mason | 2,34 m      |
| Athlétisme              | Triple saut (H)            | Phillips Idowu | 17,62 m     |
| Aviron                  | 4 de couple (F)            | Debbie Flood Katherine Grainger Frances Houghton Annie Vernon                                                                    |             |
| Aviron                  | 8 de couple (H)            | Richard Egington Alastair Heathcote Matthew Langridge Tom Lucy Acer Nethercott Alex Partridge Colin Smith Tom Stallard Josh West |             |
| Canoë                   | Canoë monoplace C1 (H)     | David Florence |             |
| Cyclisme sur route      | Contre-la-montre (F)       | Emma Pooley | 35 min 16 s |
| Cyclisme sur piste      | Keirin (H)                 | Ross Edgar |             |
| Cyclisme sur piste      | Poursuite individuelle (F) | Wendy Houvenaghel |             |
| Cyclisme sur piste      | Vitesse (H)                | Jason Kenny |             |
| Natation                | Marathon 10 km (F)         | Keri-Anne Payne |             |
| Natation                | Marathon 10 km (H)         | David Davies |             |
| Pentathlon moderne      | Épreuve féminine           | Heather Fell |             |
| Voile                   | 470 (H)                    | Jonathan Glanfield Nick Rogers                                                                                                   |             |

### Médailles de bronze
| Sport                    | Discipline                   | Sportifs                                                        | Performance   |
| Médailles de bronze : 19 |                              |                                                                 |               |
| Athlétisme               | 400 m haies (F)              | Tasha Danvers                                                   | 53 s 84       |
| Athlétisme               | Heptathlon                   | Kelly Sotherton                                                 |               |
| Athlétisme               | Lancer du javelot (F)        | Goldie Sayers                                                   |               |
| Athlétisme               | Relais 4 x 400 m (M)         | Michael Bingham Andrew Steele Robert Tobin Martyn Rooney        |               |
| Athlétisme               | Relais 4 x 400 m (F)         | Christine Ohuruogu Kelly Sotherton Marilyn Okoro Nicola Sanders |               |
| Aviron                   | Deux de couple (H)           | Matthew Wells Stephen Rowbotham                                 | 6 min 29 s 10 |
| Aviron                   | Deux de couple (F)           | Anna Bebington Elise Laverick                                   |               |
| Boxe                     | Mi-lourd (H)                 | Tony Jeffries                                                   |               |
| Boxe                     | Super-lourd                  | David Price                                                     |               |
| Cyclisme sur piste       | Poursuite individuelle (H)   | Steven Burke                                                    |               |
| Cyclisme sur piste       | Course aux points (H)        | Chris Newton                                                    |               |
| Équitation               | Concours complet par équipes | Tina Cook Daisy Dick William Fox-Pitt Sharon Hunt Mary King     | 185,70 points |
| Équitation               | Concours complet individuel  | Tina Cook                                                       | 57,40 points  |
| Gymnastique artistique   | Cheval d'arçon (H)           | Louis Smith                                                     | 15,725 pts    |
| Kayak                    | 500 m kayak monoplace K1     | Tim Brabants                                                    |               |
| Natation                 | 400 m nage libre (F)         | Joanne Jackson                                                  | 4 min 03 s 52 |
| Natation                 | 10 km marathon eau libre (F) | Cassie Patten                                                   |               |
| Taekwondo                | Plus de 67 kg (F)            | Sarah Stevenson                                                 |               |
| Voile                    | Planche à voile (F)          | Bryony Shaw                                                     | 45 points     |

## Objectifs
| Sport                  | Objectif | Médailles gagnées | Objectif rempli |
| ---------------------- | -------- | ----------------- | --------------- |
| Athlétisme             | 5        | 4                 |                 |
| Aviron                 | 4        | 6                 |                 |
| Badminton              | 1        | 0                 |                 |
| Boxe                   | 2        | 3                 |                 |
| Canöe-kayak            | 2        | 3                 |                 |
| Cyclisme               | 6        | 14                |                 |
| Équitation             | 3        | 2                 |                 |
| Gymnastique artistique | 1        | 1                 |                 |
| Judo                   | 2        | 0                 |                 |
| Natation               | 3        | 6                 |                 |
| Pentathlon moderne     | 1        | 1                 |                 |
| Plongeon               | 1        | 0                 |                 |
| Taekwondo              | 1        | 1                 |                 |
| Tir                    | 2        | 0                 |                 |
| Tir à l'arc            | 2        | 0                 |                 |
| Triathlon              | 1        | 0                 |                 |
| Voile                  | 4        | 6                 |                 |
| Total                  | 41       | 47                |                 |
| Total or               | 12       | 19                |                 |

| Médailles par discipline | Médailles par discipline       | Médailles par discipline           | Médailles par discipline            | Médailles par discipline | Médailles par discipline |
| Discipline               | Médaille d'or, Jeux olympiques | Médaille d'argent, Jeux olympiques | Médaille de bronze, Jeux olympiques | Total                    |                          |
| ------------------------ | ------------------------------ | ---------------------------------- | ----------------------------------- | ------------------------ | ------------------------ |
| Athlétisme               | 1                              | 2                                  | 1                                   | 4                        |                          |
| Aviron                   | 2                              | 2                                  | 2                                   | 6                        |                          |
| Badminton                | 0                              | 0                                  | 0                                   | 0                        |                          |
| Boxe                     | 1                              | 0                                  | 2                                   | 3                        |                          |
| Canöe-kayak              | 1                              | 1                                  | 1                                   | 3                        |                          |
| Cyclisme                 | 8                              | 4                                  | 2                                   | 14                       |                          |
| Équitation               | 0                              | 0                                  | 2                                   | 2                        |                          |
| Escrime                  | 0                              | 0                                  | 0                                   | 0                        |                          |
| Gymnastisque             | 0                              | 0                                  | 1                                   | 1                        |                          |
| Haltérophilie            | 0                              | 0                                  | 0                                   | 0                        |                          |
| Hockey sur gazon         | 0                              | 0                                  | 0                                   | 0                        |                          |
| Judo                     | 0                              | 0                                  | 0                                   | 0                        |                          |
| Natation                 | 2                              | 2                                  | 2                                   | 6                        |                          |
| Natation synchronisée    | 0                              | 0                                  | 0                                   | 0                        |                          |
| Pentathlon moderne       | 0                              | 1                                  | 0                                   | 1                        |                          |
| Plongeon                 | 0                              | 0                                  | 0                                   | 0                        |                          |
| Taekwondo                | 0                              | 0                                  | 1                                   | 1                        |                          |
| Tennis                   | 0                              | 0                                  | 0                                   | 0                        |                          |
| Tir                      | 0                              | 0                                  | 0                                   | 0                        |                          |
| Tir à l'arc              | 0                              | 0                                  | 0                                   | 0                        |                          |
| Triathlon                | 0                              | 0                                  | 0                                   | 0                        |                          |
| Voile                    | 4                              | 1                                  | 1                                   | 6                        |                          |
| Total                    | 19                             | 13                                 | 15                                  | 47                       |                          |

## Athlètes engagés

### Athlétisme
Hommes
| Athlète                                                                              | Compétition           | Séries                                    | Séries             | Quart de finale    | Quart de finale    | Demi-finale        | Demi-finale        | Finale                                    | Finale                             |
| Athlète                                                                              | Compétition           | Résultat                                  | Rang               | Résultat           | Rang               | Résultat           | Rang               | Résultat                                  | Rang                               |
| ------------------------------------------------------------------------------------ | --------------------- | ----------------------------------------- | ------------------ | ------------------ | ------------------ | ------------------ | ------------------ | ----------------------------------------- | ---------------------------------- |
| Tyrone Edgar                                                                         | 100 m                 | 10 s 13                                   | 1 Q                | 10 s 10            | 3 Q                | 10 s 18            | 7                  | Éliminé                                   | Éliminé                            |
| Craig Pickering                                                                      | 100 m                 | 10 s 21                                   | 3 Q                | 10 s 18            | 5                  | Éliminé            | Éliminé            | Éliminé                                   | Éliminé                            |
| Simeon Williamson                                                                    | 100 m                 | 10 s 42                                   | 3 Q                | 10 s 32            | 4                  | Éliminé            | Éliminé            | Éliminé                                   | Éliminé                            |
| Marlon Devonish                                                                      | 200 m                 | 20 s 49                                   | 1 Q                | 20 s 43            | 4 Q                | 20 s 57            | 7                  | Éliminé                                   | Éliminé                            |
| Christian Malcolm                                                                    | 200 m                 | 20 s 42                                   | 2 Q                | 20 s 30            | 4 Q                | 20 s 25            | 4 Q                | 20 s 40                                   | 5                                  |
| Alex Nelson                                                                          | 200 m                 | Forfait - Blessure                        | Forfait - Blessure | Forfait - Blessure | Forfait - Blessure | Forfait - Blessure | Forfait - Blessure | Forfait - Blessure                        | Forfait - Blessure                 |
| Martyn Rooney                                                                        | 400 m                 | 45 s 00                                   | 1 Q                | N/A                | N/A                | 44 s 60            | 2 Q                | 45 s 12                                   | 6                                  |
| Andrew Steele                                                                        | 400 m                 | 44 s 94                                   | 1 Q                | N/A                | N/A                | 45 s 59            | 7                  | Éliminé                                   | Éliminé                            |
| Michael Rimmer                                                                       | 800 m                 | 1 min 47 s 61                             | 1 Q                | N/A                | N/A                | 1 min 48 s 07      | 6                  | Éliminé                                   | Éliminé                            |
| Andy Baddeley                                                                        | 1500 m                | 3 min 36 s 47                             | 3 Q                | N/A                | N/A                | 3 min 37 s 47      | 3 Q                | 3 min 35 s 37                             | 7                                  |
| Tom Lancashire                                                                       | 1500 m                | 3 min 43 s 40                             | 7                  | N/A                | N/A                | Éliminé            | Éliminé            | Éliminé                                   | Éliminé                            |
| Mo Farah                                                                             | 5000 m                | 13 min 50 s 95                            | 6                  | N/A                | N/A                | N/A                | N/A                | Éliminé                                   | Éliminé                            |
| Dan Robinson                                                                         | Marathon              | N/A                                       | N/A                | N/A                | N/A                | N/A                | N/A                | 2 h 16 min 14                             | 24                                 |
| Allan Scott                                                                          | 100 m haies           | 13 s 56                                   | 3 Q                | 13 s 66            | 6                  | Éliminé            | Éliminé            | Éliminé                                   | Éliminé                            |
| Andy Turner                                                                          | 100 m haies           | 13 s 56                                   | 2 Q                | 13 s 53            | 5                  | Éliminé            | Éliminé            | Éliminé                                   | Éliminé                            |
| Andrew Lemoncello                                                                    | 3000 m steeple        | 8 min 36 s 06                             | 10                 | N/A                | N/A                | N/A                | N/A                | Éliminé                                   | Éliminé                            |
| Martyn Bernard                                                                       | Saut en hauteur       | 2,29 m                                    | =6 Q               | N/A                | N/A                | N/A                | N/A                | 2,25 m                                    | 9                                  |
| Germaine Mason                                                                       | Saut en hauteur       | 2,29 m                                    | =1 Q               | N/A                | N/A                | N/A                | N/A                | 2,34 m                                    | Médaille d'argent, Jeux olympiques |
| Tom Parsons                                                                          | Saut en hauteur       | 2,25 m                                    | 12 Q               | N/A                | N/A                | N/A                | N/A                | 2,25 m                                    | 8                                  |
| Greg Rutherford                                                                      | Saut en longueur      | 8,16 m                                    | 3 Q                | N/A                | N/A                | N/A                | N/A                | 7,84 m                                    | 10                                 |
| Chris Tomlinson                                                                      | Saut en longueur      | 7,70 m                                    | 13                 | N/A                | N/A                | N/A                | N/A                | Éliminé                                   | Éliminé                            |
| Larry Achike                                                                         | Triple saut           | 17,18 m                                   | 7 Q                | N/A                | N/A                | N/A                | N/A                | 17,17 m                                   | 7                                  |
| Nathan Douglas                                                                       | Triple saut           | 16,72 m                                   | 20                 | N/A                | N/A                | N/A                | N/A                | Éliminé                                   | Éliminé                            |
| Phillips Idowu                                                                       | Triple saut           | 17,44 m                                   | 1 Q                | N/A                | N/A                | N/A                | N/A                | 17,62 m                                   | Médaille d'argent, Jeux olympiques |
| Steve Lewis                                                                          | Saut à la perche      | Pas de marque                             | Pas de marque      | N/A                | N/A                | N/A                | N/A                | Éliminé                                   | Éliminé                            |
| Daniel Awde                                                                          | Décathlon             | N/A                                       | N/A                | N/A                | N/A                | N/A                | N/A                | 7 516 points                              | 21                                 |
| Marlon Devonish, Tyrone Edgar, Craig Pickering, Simeon Williamson                    | relais 4 × 100 mètres | Disqualifié                               | Disqualifié        | N/A                | N/A                | N/A                | N/A                | Éliminé                                   | Éliminé                            |
| Michael Bingham, Richard Buck, Dale Garland, Martyn Rooney, Andrew Steele, Rob Tobin | relais 4×400 mètres   | 2 min 59 s 33 Steele Tobin Bingham Rooney | 1 Q                | N/A                | N/A                | N/A                | N/A                | 2 min 58 s 81 Steele Tobin Bingham Rooney | 4                                  |

Décathlon
| Compétition       | Daniel Awde   | Daniel Awde  | Daniel Awde |
| Compétition       | Résultat      | Points       | Rang        |
| ----------------- | ------------- | ------------ | ----------- |
| 100 m             | 11 s 06       | 847          | 17          |
| Saut en longueur  | 7,12 m        | 842          | 18          |
| Lancer de poids   | 12,03 m       | 608          | 36          |
| Saut en hauteur   | 1,78 m        | 610          | 36          |
| 400 m             | 47 s 16       | 950          | 1           |
| 110 m haies       | 14 s 69       | 887          | 20          |
| Lancer de disque  | 37,12 m       | 606          | 28          |
| Saut à la perche  | 4,90 m        | 880          | 7           |
| Lancer de javelot | 53,10 m       | 636          | 19          |
| 1500 m            | 4 min 44 s 80 | 650          | 15          |
| Total             | Total         | 7 516 points | 21          |

Femmes
| Montell Douglas                                                                                             | 100 m                 | 11 s 36                                        | 2 Q               | 11 s 38           | 4                 | Éliminée          | Éliminée          | Éliminée          | Éliminée                            |          |          |
| Jeanette Kwakye                                                                                             | 100 m                 | 11 s 30                                        | 2 Q               | 11 s 18           | 3 Q               | 11 s 19           | 3 Q               | 11 s 14           | 6                                   |          |          |
| Laura Turner                                                                                                | 100 m                 | 11 s 65                                        | 4                 | Éliminée          | Éliminée          | Éliminée          | Éliminée          | Éliminée          | Éliminée                            |          |          |
| Emily Freeman                                                                                               | 200 m                 | 22 s 95                                        | 2 Q               | 22 s 95           | 3 Q               | 22 s 83           | 7                 | Éliminée          | Éliminée                            |          |          |
| Lee McConnell                                                                                               | 400 m                 | 51 s 87                                        | 3 Q               | N/A               | N/A               | 52 s 11           | 6                 | Éliminée          | Éliminée                            |          |          |
| Christine Ohuruogu                                                                                          | 400 m                 | 51 s 00                                        | 1 Q               | N/A               | N/A               | 50 s 14           | 1 Q               | 49 s 62           | Médaille d'or, Jeux olympiques      |          |          |
| Nicola Sanders                                                                                              | 400 m                 | 51 s 81                                        | 2 Q               | N/A               | N/A               | 50 s 71           | 4                 | Éliminée          | Éliminée                            |          |          |
| Jennifer Meadows                                                                                            | 800 m                 | 2 min 00 s 33                                  | 3 Q               | N/A               | N/A               | 1 min 59 s 43     | 6                 | Éliminée          | Éliminée                            |          |          |
| Marilyn Okoro                                                                                               | 800 m                 | 1 min 59 s 01                                  | 2 Q               | N/A               | N/A               | 1 min 59 s 53     | 6                 | Éliminée          | Éliminée                            |          |          |
| Jemma Simpson                                                                                               | 800 m                 | 2 min 02 s 16                                  | 4                 | N/A               | N/A               | Éliminée          | Éliminée          | Éliminée          | Éliminée                            |          |          |
| Lisa Dobriskey                                                                                              | 1500 m                | 4 min 03 s 22                                  | 3 Q               | N/A               | N/A               | N/A               | N/A               | 4 min 02 s 10     | 4                                   |          |          |
| Susan Scott                                                                                                 | 1500 m                | 4 min 14 s 66                                  | 4                 | N/A               | N/A               | N/A               | N/A               | Éliminée          | Éliminée                            |          |          |
| Stephanie Twell                                                                                             | 1500 m                | 4 min 06 s 68                                  | 6                 | N/A               | N/A               | N/A               | N/A               | Éliminée          | Éliminée                            |          |          |
| Jo Pavey | 5000 m                | Forfait - Fatigue                              | Forfait - Fatigue | Forfait - Fatigue | Forfait - Fatigue | Forfait - Fatigue | Forfait - Fatigue | Forfait - Fatigue | Forfait - Fatigue                   |          |          |
| Jo Pavey | 10 000 m              | N/A                                            | N/A               | N/A               | N/A               | N/A               | N/A               | 31 min 12 s 30    | 12                                  |          |          |
| Kate Reed                                                                                                   | 10 000 m              | N/A                                            | N/A               | N/A               | N/A               | N/A               | N/A               | 32 min 26 s 69    | 23                                  |          |          |
| Paula Radcliffe                                                                                             | Marathon              | N/A                                            | N/A               | N/A               | N/A               | N/A               | N/A               | 2 h 32 min 38     | 23                                  |          |          |
| Mara Yamauchi                                                                                               | Marathon              | N/A                                            | N/A               | N/A               | N/A               | N/A               | N/A               | 2 h 27 min 29     | 6                                   |          |          |
| Liz Yelling                                                                                                 | Marathon              | N/A                                            | N/A               | N/A               | N/A               | N/A               | N/A               | 2 h 33 min 12     | 26                                  |          |          |
| Johanna Jackson                                                                                             | 20km marche           | N/A                                            | N/A               | N/A               | N/A               | N/A               | N/A               | 1 h 31 min 33 NR  | 22                                  |          |          |
| Sarah Claxton                                                                                               | 100 m haies           | 12 s 97                                        | 3 Q               | N/A               | N/A               | 12 s 84           | 4 Q               | 12 s 94           | 8                                   |          |          |
| Tasha Danvers                                                                                               | 400 m haies           | 55 s 19                                        | 1 Q               | N/A               | N/A               | 54 s 31           | 2 Q               | 53 s 84           | Médaille de bronze, Jeux olympiques |          |          |
| Helen Clitheroe                                                                                             | 3000 m steeple        | 9 min 29 s 14 NR                               | 6                 | N/A               | N/A               | N/A               | N/A               | Éliminée          | Éliminée                            | Éliminée | Éliminée |
| Barbara Parker                                                                                              | 3000m steeple         | 9 min 51 s 93                                  | 12                | N/A               | N/A               | N/A               | N/A               | Éliminée          | Éliminée                            | Éliminée | Éliminée |
| Jade Johnson                                                                                                | Saut en longueur      | 6,61 m                                         | 11 Q              | N/A               | N/A               | N/A               | N/A               | 6,64 m            | 7                                   |          |          |
| Kate Dennison                                                                                               | Saut à la perche      | 4,40 m                                         | 7                 | N/A               | N/A               | N/A               | N/A               | Éliminée          | Éliminée                            |          |          |
| Philippa Roles                                                                                              | Lancer de disque      | 57,44 m                                        | 16                | N/A               | N/A               | N/A               | N/A               | Éliminée          | Éliminée                            |          |          |
| Zoe Derham                                                                                                  | Lancer du marteau     | 64,74 m                                        | 35                | N/A               | N/A               | N/A               | N/A               | Éliminée          | Éliminée                            |          |          |
| Goldie Sayers                                                                                               | Lancer de javelot     | 62,99 m                                        | 5 Q               | N/A               | N/A               | N/A               | N/A               | 65,75 m NR        | 4                                   |          |          |
| Julie Hollman                                                                                               | Heptathlon            | N/A                                            | N/A               | N/A               | N/A               | N/A               | N/A               | 5 729 points      | 32 31*                              |          |          |
| Kelly Sotherton                                                                                             | Heptathlon            | N/A                                            | N/A               | N/A               | N/A               | N/A               | N/A               | 6 517 points      | 5 4*                                |          |          |
| Emma Ania, Montell Douglas, Emily Freeman, Jeanette Kwakye, Ashlee Nelson, Anyika Onuora, Laura Turner      | relais 4 × 100 mètres | 43 s 02 Kwakye Douglas Freeman Ania            | 2 Q               | N/A               | N/A               | N/A               | N/A               | N'a pas fini      | N'a pas fini                        |          |          |
| Vicki Barr, Donna Fraser, Lee McConnell, Christine Ohuruogu, Marilyn Okoro, Nicola Sanders, Kelly Sotherton | relais 4 × 400 mètres | 3 min 25 s 48 Sanders Sotherton Okoro Ohurougu | 3 Q               | N/A               | N/A               | N/A               | N/A               | 3 min 22 s 68     | 5                                   |          |          |

Heptathlon
| Compétition       | Julie Hollman | Julie Hollman | Julie Hollman | Kelly Sotherton | Kelly Sotherton | Kelly Sotherton |
| Compétition       | Résultat      | Points        | Rang          | Résultat        | Points          | Rang            |
| ----------------- | ------------- | ------------- | ------------- | --------------- | --------------- | --------------- |
| 100 m haies       | 14 s 43       | 918           | 37            | 13 s 18         | 1097            | 4               |
| Saut en hauteur   | 1,77 m        | 941           | 14            | 1,83 m          | 1016            | 6               |
| Lancer de poids   | 12,45 m       | 691           | 32            | 13,87 m         | 785             | 14              |
| 200 m             | 25 s 41       | 850           | 33            | 23 s 39         | 1040            | 2               |
| Saut en longueur  | 6,13 m        | 890           | 15            | 6,33 m          | 953             | 9               |
| Lancer de javelot | 39,08 m       | 650           | 12            | 37,66 m         | 622             | 15              |
| 800 m             | 2 min 22 s 54 | 789           | 7             | 2 min 07 s 34   | 1004            | 2               |
| Total             |               | 5 729         | 32 31         |                 | 6 517           | 5 4             |

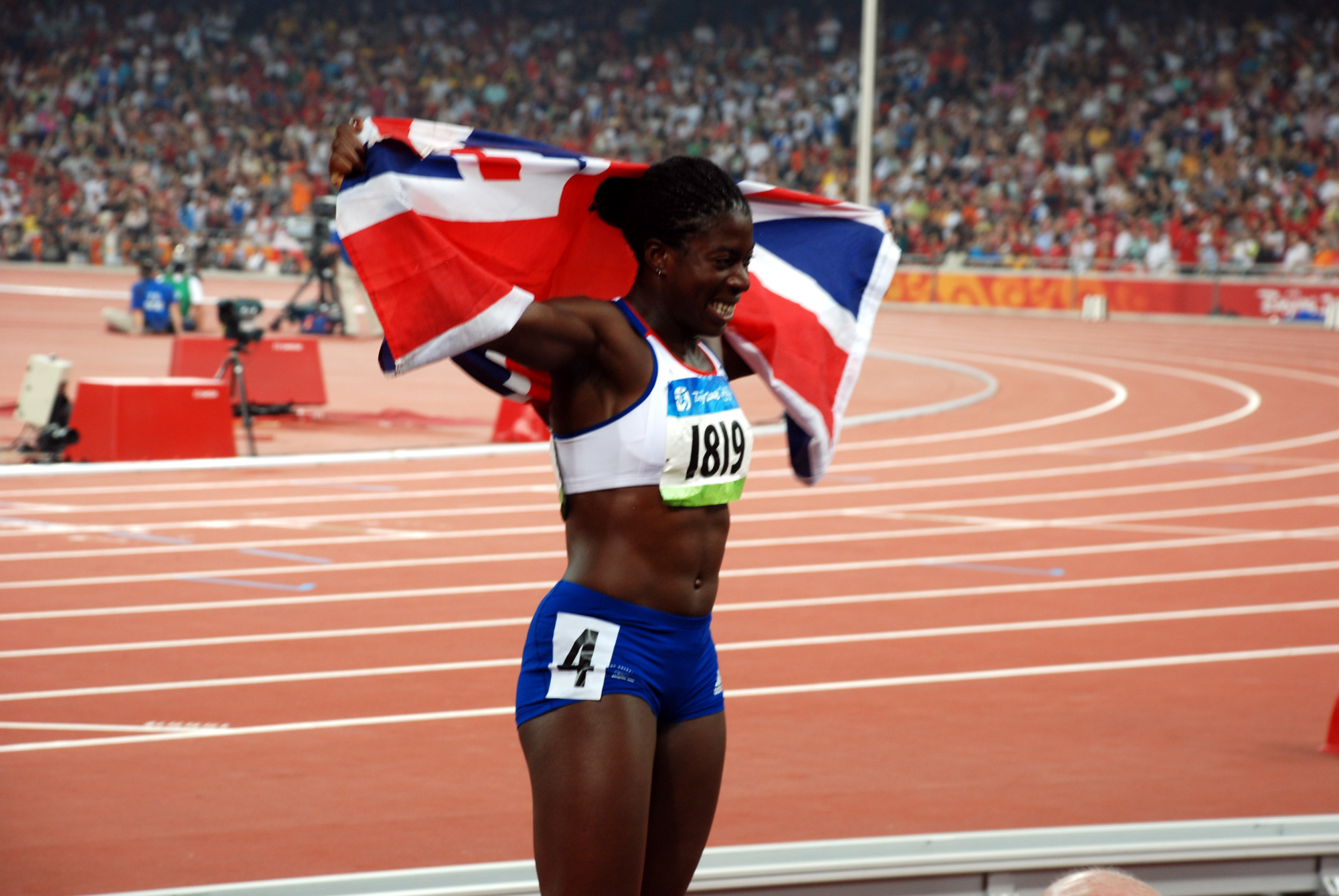
Christine Ohuruogu après sa victoire dans le 400m femmes.

- Q = Qualifié au prochain tour à la place
- q = Qualifié au prochain tour au temps
- 43=Place modifiée après la disqualification de Lyudmila Blonska, ex-médaillée d'argent (dopage)

### Aviron
| Athlète(s)                                                                 | Compétition                      | Série         | Série | Quart de finale | Quart de finale | Demi-finale   | Demi-finale | Finale                 | Finale             |
| Athlète(s)                                                                 | Compétition                      | Temps         | Rang  | Temps           | Rang            | Temps         | Rang        | Temps                  | Rang               |
| -------------------------------------------------------------------------- | -------------------------------- | ------------- | ----- | --------------- | --------------- | ------------- | ----------- | ---------------------- | ------------------ |
| Alan Campbell                                                              | Skiff                            | 7 min 14 s 98 | 1er   | 6 min 52 s 74   | 2e              | 7 min 05 s 24 | 2e          | Finale A 7 min 04 s 47 | 6e                 |
| Matthew Wells                                                              | Deux de couple                   | 6 min 27 s 33 | 1er   | NC              | NC              | 6 min 21 s 15 | 3e          | Finale A 6 min 29 s 10 | Médaille de bronze |
| Stephen Rowbotham                                                          | Deux de couple                   | 6 min 27 s 33 | 1er   | NC              | NC              | 6 min 21 s 15 | 3e          | Finale A 6 min 29 s 10 | Médaille de bronze |
| Zac Purchase                                                               | Deux de couple poids légers      | 6 min 13 s 69 | 1er   | NC              | NC              | 6 min 29 s 56 | 1er         | 6 min 10 s 99          | Médaille d'or      |
| Mark Hunter                                                                | Deux de couple poids légers      | 6 min 13 s 69 | 1er   | NC              | NC              | 6 min 29 s 56 | 1er         | 6 min 10 s 99          | Médaille d'or      |
| Robin Bourne-Taylor                                                        | Deux sans barreur                | 6 min 59 s 48 | 4e    | 6 min 41 s 43   | 4e              | NC            | NC          | Finale C 6 min 48 s 65 | 6e                 |
| Tom Solesbury                                                              | Deux sans barreur                | 6 min 59 s 48 | 4e    | 6 min 41 s 43   | 4e              | NC            | NC          | Finale C 6 min 48 s 65 | 6e                 |
| Tom James Steve Williams Peter Reed Andy Triggs Hodge                      | Quatre sans barreur              | 6 min 00 s 59 | 1er   | NC              | NC              | 5 min 54 s 77 | 1er         | Finale A 6 min 06 s 57 | Médaille d'or      |
| Equipe de Grande Bretagne                                                  | Quatre sans barreur poids légers | 5 min 52 s 38 | 2e    | NC              | NC              | 6 min 08 s 75 | 3e          | 5 min 52 s 12          | 5e                 |
| Partridge Stallard Lucy Egington West Heathcote Langridge Smith Nethercott | Huit                             | 5 min 25 s 89 | 1er   | NC              | NC              | NC            | NC          | Finale A 5 min 25 s 11 | Médaille d'argent  |

### Badminton
| Athlète                      | Compétition   | 32e de finale                    | 16e de finale                      | 8e de finale                         | Quart de finale              | Demi-finale         | Finale              | Finale    |
| Athlète                      | Compétition   | Adversaire Résultat              | Adversaire Résultat                | Adversaire Résultat                  | Adversaire Résultat          | Adversaire Résultat | Adversaire Résultat | Rang      |
| ---------------------------- | ------------- | -------------------------------- | ---------------------------------- | ------------------------------------ | ---------------------------- | ------------------- | ------------------- | --------- |
| Andrew Smith                 | Simple hommes | Koukal (CZE) V 10-21 21-12 21-15 | Zwiebler (GER) D 16-21 21-13 21-17 | -                                    | -                            | -                   | -                   | -         |
| Tracey Hallam                | Simple femmes | Yip (HKG) V 21–15 2–17           | Ludíková (CZE) V 21–18 21–13       | Huaiwen (GER) D 7–21 10–21           | Éliminée                     | Éliminée            | Éliminée            | Éliminée  |
| Gail Emms, Donna Kellogg     | Double femmes | N/A                              | N/A                                | Chien, Cheng (TPE) D 19–21 13–21     | Éliminées                    | Éliminées           | Éliminées           | Éliminées |
| Anthony Clark, Donna Kellogg | Double mixte  | N/A                              | N/A                                | He, Yu Yang (CHN) D 15–21 8–21       | -                            | -                   | -                   | -         |
| Gail Emms, Nathan Robertson  | Double mixte  | N/A                              | N/A                                | Zheng, Gao (CHN) V 21–16 16–21 21–19 | Lee, Lee (KOR) D 19–21 12–21 | -                   | -                   | -         |

### Boxe
| Athlète            | Catégorie                  | 16e de finale          | 8e de finale             | Quart de finale        | Demi-finale               | Finale                |
| Athlète            | Catégorie                  | Adversaire Résultat    | Adversaire Résultat      | Adversaire Résultat    | Adversaire Résultat       | Adversaire Résultat   |
| ------------------ | -------------------------- | ---------------------- | ------------------------ | ---------------------- | ------------------------- | --------------------- |
| Khalid Yafai       | Poids mouches (-51Kg)      | NC                     | Laffita Défaite 3-9      | -                      | -                         | -                     |
| Joseph Murray      | Poids coqs (54Kg)          | Yu Défaite 7-17        | -                        | -                      | -                         | -                     |
| Bradley Saunders   | Poids super-légers(-64Kg)  | Neequaye Victoire KO 1 | Vastine Défaite 7-11     | -                      | -                         | -                     |
| Billy Joe Saunders | Poids welters (-69Kg)      | Kilici Victoire 14-3   | Banteur Défaite 6-13     | -                      | -                         | -                     |
| James DeGale       | Poids moyens (-75Kg)       | Hikal Victoire 13-4    | Estrada Victoire 11-5    | Artayev Victoire 8-3   | Sutherland Victoire 10-3  | Correa Victoire 16-14 |
| Tony Jeffries      | Poids mi-lourds (-81Kg)    | NC                     | Alvarez Victoire +5-5    | Szello Victoire 10-2   | Egan Défaite 3-10         | -                     |
| David Price        | Poids super-lourds (+91Kg) | NC                     | Timurziev Victoire RSC 2 | Jaksto Victoire RSCI 2 | Cammarelle Défaite RSCH 2 | -                     |

### Canoë-kayak

#### En ligne
| Athlète                       | Compétition       | Séries         | Séries | Demi-finale    | Demi-finale | Finale         | Finale                              |
| Athlète                       | Compétition       | Temps          | Rang   | Temps          | Rang        | Temps          | Rang                                |
| ----------------------------- | ----------------- | -------------- | ------ | -------------- | ----------- | -------------- | ----------------------------------- |
| Tim Brabants                  | K-1 500 m hommes  | 1 min 36 s 338 | 1 Q    | 1 min 42 s 530 | 3 Q         | 1 min 37 s 671 | Médaille de bronze, Jeux olympiques |
| Tim Brabants                  | K-1 1000 m hommes | 3 min 27 s 828 | 1 Q    | N/A            | N/A         | 3 min 26 s 323 | Médaille d'or, Jeux olympiques      |
| Lucy Wainwright               | K-1 500 m femmes  | 1 min 50 s 103 | 3 Q    | 1 min 52 s 580 | 2 Q         | 1 min 53 s 102 | 7                                   |
| Anna Hemmings, Jessica Walker | K-2 500 m femmes  | 1 min 47 s 435 | 9      | Éliminées      | Éliminées   | Éliminées      | Éliminées                           |

#### Slalom
| Athlète        | Compétition | Tour préliminaire | Tour préliminaire | Tour préliminaire | Tour préliminaire | Tour préliminaire | Tour préliminaire | Demi-finale | Demi-finale | Finale   | Finale   | Total    | Rang                               |
| Athlète        | Compétition | Run 1             | Rang              | Run 2             | Rang              | Temps             | Rang              | Temps       | Rang        | Temps    | Rang     | Total    | Rang                               |
| -------------- | ----------- | ----------------- | ----------------- | ----------------- | ----------------- | ----------------- | ----------------- | ----------- | ----------- | -------- | -------- | -------- | ---------------------------------- |
| David Florence | C-1 hommes  | 89 s 47           | 7                 | 82 s 16           | 1                 | 171 s 63          | 3 Q               | 90 s 46     | 4 Q         | 89 s 43  | 2        | 178 s 61 | Médaille d'argent, Jeux olympiques |
| Fiona Pennie   | K-1 femmes  | 160 s 06          | 19                | 99 s 00           | 7                 | 259 s 06          | 17                | Éliminée    | Éliminée    | Éliminée | Éliminée | Éliminée | Éliminée                           |
| Campbell Walsh | K-1 hommes  | 86 s 72           | 14                | 85 s 72           | 8                 | 172 s 44          | 9 Q               | 95 s 74     | 16          | Éliminé  | Éliminé  | Éliminé  | Éliminé                            |

### Cyclisme

#### BMX
| Athlète       | Compétition | Qualification | Qualification | Quart de finale | Quart de finale | Demi-finale | Demi-finale | Finale   | Finale  |
| Athlète       | Compétition | Résultat      | Rang          | Résultat        | Rang            | Résultat    | Rang        | Résultat | Rang    |
| ------------- | ----------- | ------------- | ------------- | --------------- | --------------- | ----------- | ----------- | -------- | ------- |
| Liam Phillips | Hommes      | 37 s 392      | 28            | 18              | 7               | Éliminé     | Éliminé     | Éliminé  | Éliminé |
| Shanaze Reade | Femmes      | 36 s 882      | 2             | N/A             | N/A             | 10          | 5           | Relégué  | 8       |

#### VTT
| Athlète         | Compétition | Temps           | Rang |
| --------------- | ----------- | --------------- | ---- |
| Oli Beckingsale | Hommes      | 2 h 01 min 25 s | 12   |
| Liam Killeen    | Hommes      | 2 h 00 min 14 s | 7    |

#### Route
Hommes
| Athlète         | Compétition      | Temps              | Rang |
| --------------- | ---------------- | ------------------ | ---- |
| Jonathan Bellis | Course en ligne  | DNF                | -    |
| Steve Cummings  | Course en ligne  | DNF                | -    |
| Steve Cummings  | Contre-la-montre | 1 h 05 min 07 s 91 | 11   |
| Roger Hammond   | Course en ligne  | DNF                | -    |
| Ben Swift       | Course en ligne  | DNF                | -    |

DNF=N'a pas terminé la course
Femmes
| Athlète      | Compétition      | Temps          | Rang                               |
| ------------ | ---------------- | -------------- | ---------------------------------- |
| Nicole Cooke | Course en ligne  | 3 min 32 s 24  | Médaille d'or, Jeux olympiques     |
| Nicole Cooke | Contre-la-montre | 37 min 14 s 25 | 15                                 |
| Sharon Laws  | Course en ligne  | 3 min 33 s 17  | 35                                 |
| Emma Pooley  | Course en ligne  | 3 min 32 s 55  | 23                                 |
| Emma Pooley  | Contre-la-montre | 35 min 16 s 01 | Médaille d'argent, Jeux olympiques |

#### Piste

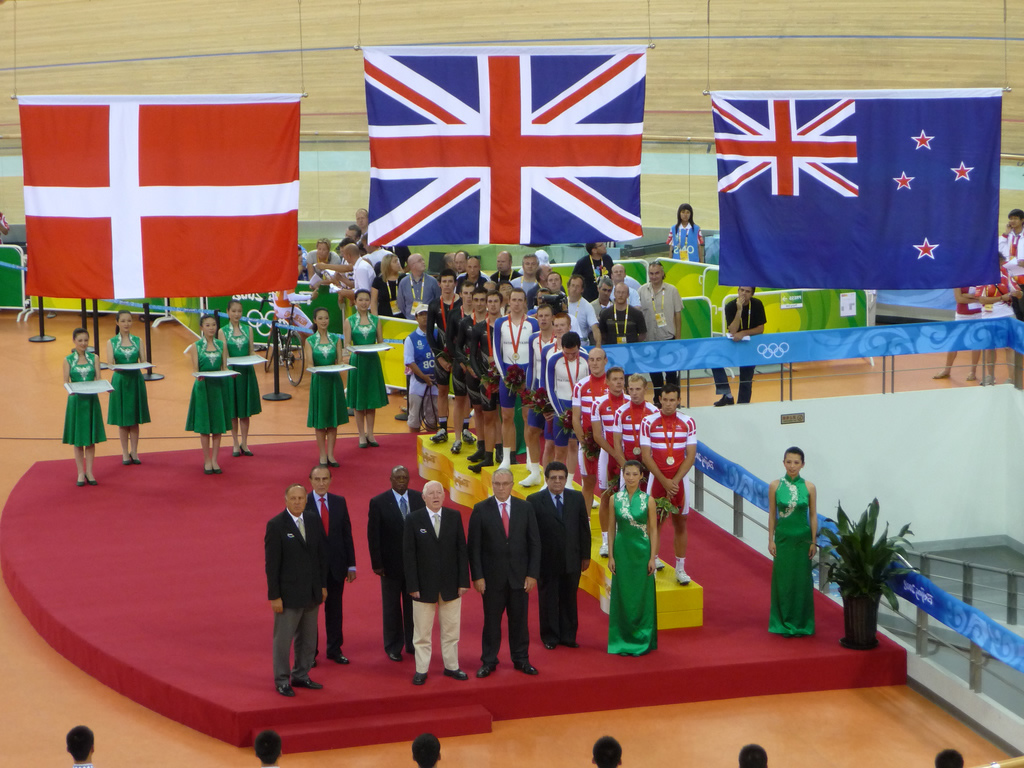
Cérémonie de remise de médailles de la poursuite par équipe hommes.

Sprints
| Athlète                             | Compétition       | Qualification        | Qualification | 1/16 de finale (Repêchage)            | 1/8 de finale (Repêchage)          | Quart de finale                          | Demi-finale                           | Finale                              | Finale                             |
| Athlète                             | Compétition       | Temps Vitesse (km/h) | Rang          | Adversaire Temps Vitesse (km/h)       | Adversaire Temps Vitesse (km/h)    | Adversaire Temps Vitesse (km/h)          | Adversaire Temps Vitesse (km/h)       | Adversaire Temps Vitesse (km/h)     | Rang                               |
| ----------------------------------- | ----------------- | -------------------- | ------------- | ------------------------------------- | ---------------------------------- | ---------------------------------------- | ------------------------------------- | ----------------------------------- | ---------------------------------- |
| Chris Hoy                           | Sprint hommes     | 9.815 OR 73 s 357    | 1 Q           | Dmitriev (RUS) V 10 s 607 67 s 879    | Watanabe (JPN) V 10 s 636 67 s 694 | Awang (MAS) V 10 s 820, V 10 s 302       | Bourgain (FRA) V 10 s 260, V 10 s 358 | Kenny V 12 s 228, V 10 s 216        | Médaille d'or, Jeux olympiques     |
| Jason Kenny                         | Sprint hommes     | 9.857 73 s 044       | 2 Q           | Kwiatkowski (POL) V 10 s 672 67 s 466 | Awang (MAS) V 10 s 531 68 s 369    | Sireau (FRA) V 10 s 546, V 10 s 595      | Levy (GER) V 10 s 594, V 10 s 335     | Hoy (GBR) D, D                      | Médaille d'argent, Jeux olympiques |
| Victoria Pendleton                  | Sprint femmes     | 10 s 963 OR 65 s 675 | 1 Q           | N/A                                   | Tsukuda (JPN) V 11 s 736 61 s 349  | Krupeckaitė (LTU) V 11 s 839, V 11 s 672 | Kanis (NED) V 11 s 537, V 11 s 885    | Meares (AUS) V 11 s 363, V 11 s 118 | Médaille d'or, Jeux olympiques     |
| Chris Hoy, Jason Kenny, Jamie Staff | Sprint par équipe | 42 s 950 62 s 863    | 1 Q           | N/A                                   | N/A                                | États-Unis V 43 s 034 62 s 741           | N/A                                   | France V 43 s 128 62 s 604          | Médaille d'or, Jeux olympiques     |

Poursuites
| Athlète                                                      | Compétition                 | Qualification     | Qualification | 1er round                       | 1er round | Finale                                                        | Finale                              |
| Athlète                                                      | Compétition                 | Temps             | Rang          | Adversaire Temps                | Rang      | Adversaire Temps                                              | Rang                                |
| ------------------------------------------------------------ | --------------------------- | ----------------- | ------------- | ------------------------------- | --------- | ------------------------------------------------------------- | ----------------------------------- |
| Wendy Houvenaghel                                            | Poursuite individuel femmes | 3 min 28 s 443 NR | 1 Q           | Kozlíková (CZE) 3 min 27 s 829  | 2 Q       | Romero (GBR) 3 min 30 s 395                                   | Médaille d'argent, Jeux olympiques  |
| Rebecca Romero                                               | Poursuite individuel femmes | 3 min 28 s 641    | 2 Q           | Mactier (AUS) 3 min 27 s 703 NR | 1 Q       | Houvenaghel (GBR) 3 min 28 s 321                              | Médaille d'or, Jeux olympiques      |
| Bradley Wiggins                                              | Poursuite individuel hommes | 4 min 15 s 031 OR | 1 Q           | Serov (RUS) 4 min 16 s 571      | 1 Q       | Roulston (NZL) 4 min 16 s 977                                 | Médaille d'or, Jeux olympiques      |
| Steven Burke                                                 | Poursuite individuel hommes | 4 min 22 s 260    | 5 Q           | Dyudya (UKR) 4 min 21 s 558     | 3 Q       | Finale pour la médaille de bronze Markov (RUS) 4 min 20 s 947 | Médaille de bronze, Jeux olympiques |
| Edward Clancy, Paul Manning, Geraint Thomas, Bradley Wiggins | Poursuite par équipe hommes | 3 min 57 s 101    | 1 Q           | Russie 3 min 55 s 202 WR        | 1 Q       | Danemark 3 min 53 s 314 WR                                    | Médaille d'or, Jeux olympiques      |

Keirin
| Athlète    | Compétition | 1er round | Repêchage | 2e round | Finale                             |
| Athlète    | Compétition | Rang      | Rang      | Rang     | Rang                               |
| ---------- | ----------- | --------- | --------- | -------- | ---------------------------------- |
| Ross Edgar | Hommes      | 1 Q       | N/A       | 1 Q      | Médaille d'argent, Jeux olympiques |
| Chris Hoy  | Hommes      | 1 Q       | N/A       | 1 Q      | Médaille d'or, Jeux olympiques     |

Course aux points
| Athlète                         | Compétition              | Points | Rang                                |
| ------------------------------- | ------------------------ | ------ | ----------------------------------- |
| Chris Newton                    | Course aux points hommes | 56     | Médaille de bronze, Jeux olympiques |
| Rebecca Romero                  | Course aux points femmes | 3      | 11                                  |
| Mark Cavendish, Bradley Wiggins | Américaine hommes        | 6      | 9                                   |

### Escrime
| Athlète             | Compétition            | 32e de finale                 | 16e de finale         | 8e de finale         | Quart de finale     | Demi-finale         | Finale              |
| Athlète             | Compétition            | Adversaire Résultat           | Adversaire Résultat   | Adversaire Résultat  | Adversaire Résultat | Adversaire Résultat | Adversaire Résultat |
| ------------------- | ---------------------- | ----------------------------- | --------------------- | -------------------- | ------------------- | ------------------- | ------------------- |
| Martina Emanuel     | Fleuret individuel (F) | Smart (USA) D 7–15            | Éliminée              | Éliminée             | Éliminée            | Éliminée            | Éliminée            |
| Richard Kruse       | Fleuret individuel (H) | N/A                           | Saliscan (ROU) V 15–6 | Joppich (GER) D 9–10 | Éliminé             | Éliminé             | Éliminé             |
| Alexander O'Connell | Sabre individuel (H)   | Nikolay Kovalev (RUS) D 14–15 | Éliminé               | Éliminé              | Éliminé             | Éliminé             | Éliminé             |

### Tennis
Les frères Murray : Andy Murray (qualifié par son rang mondial) et Jamie Murray ont été nommés par l'ITF.
| Athlète                   | Compétition   | 32e de finale       | 16e de finale                          | 8e de finale                     | Quart de finale     | Demi-finale         | Finale              | Finale  |
| Athlète                   | Compétition   | Adversaire Résultat | Adversaire Résultat                    | Adversaire Résultat              | Adversaire Résultat | Adversaire Résultat | Adversaire Résultat | Rang    |
| ------------------------- | ------------- | ------------------- | -------------------------------------- | -------------------------------- | ------------------- | ------------------- | ------------------- | ------- |
| Andy Murray               | Simple hommes | Lu (TPE) D 6-7, 4-6 | Éliminé                                | Éliminé                          | Éliminé             | Éliminé             | Éliminé             | Éliminé |
| Andy Murray, Jamie Murray | Double hommes | N/A                 | Nestor, Niemeyer (CAN) V 4-6, 6-3, 6-4 | Clément, Llodra (FRA) D 1-6, 3-6 | Éliminé             | Éliminé             | Éliminé             | Éliminé |

### Tir à l'arc
Hommes
| Athlète                                   | Compétition | Tour de qualification | Tour de qualification | 32e de finale                | 16e de finale                 | 8e de finale                 | Quart de finale     | Demi-finale         | Finale              | Finale  |
| Athlète                                   | Compétition | Score                 | Place                 | Adversaire Résultat          | Adversaire Résultat           | Adversaire Résultat          | Adversaire Résultat | Adversaire Résultat | Adversaire Résultat | Rang    |
| ----------------------------------------- | ----------- | --------------------- | --------------------- | ---------------------------- | ----------------------------- | ---------------------------- | ------------------- | ------------------- | ------------------- | ------- |
| Laurence Godfrey                          | Individuel  | 657                   | 34                    | Badenov (RUS) (31) D 109–114 | Éliminé                       | Éliminé                      | Éliminé             | Éliminé             | Éliminé             | Éliminé |
| Simon Terry                               | Individuel  | 670                   | 7                     | Hatava (FIN) (58) D 104–105  | Éliminé                       | Éliminé                      | Éliminé             | Éliminé             | Éliminé             | Éliminé |
| Alan Wills                                | Individuel  | 661                   | 21                    | Nespoli (ITA) (44) V 103–98  | Galiazzo (ITA) (12) V 110–109 | Stevens (CUB) (28) D 104–108 | Éliminé             | Éliminé             | Éliminé             | Éliminé |
| Laurence Godfrey, Simon Terry, Alan Wills | Par équipe  | 1998                  | 5                     | N/A                          | N/A                           | Chine (12) D 210–214         | Éliminés            | Éliminés            | Éliminés            | 12      |

Femmes
| Athlète                                             | Compétition | Tour de qualification | Tour de qualification | 32e de finale                  | 16e de finale               | 8e de finale                | Quart de finale     | Demi-finale         | Finale                                                 | Finale   |
| Athlète                                             | Compétition | Score                 | Place                 | Adversaire Résultat            | Adversaire Résultat         | Adversaire Résultat         | Adversaire Résultat | Adversaire Résultat | Adversaire Résultat                                    | Rang     |
| --------------------------------------------------- | ----------- | --------------------- | --------------------- | ------------------------------ | --------------------------- | --------------------------- | ------------------- | ------------------- | ------------------------------------------------------ | -------- |
| Charlotte Burgess                                   | Individuel  | 623                   | 40                    | Guo (CHN) (25) V 106–104       | Folkard (GBR) (8) D 96–110  | Éliminée                    | Éliminée            | Éliminée            | Éliminée                                               | Éliminée |
| Naomi Folkard                                       | Individuel  | 651                   | 8                     | Abed Elaal (EGY) (57) V 107–95 | Burgess (GBR) (40) V 110–96 | Hayakawa (JPN) (9) D 97–106 | Éliminée            | Éliminée            | Éliminée                                               | Éliminée |
| Alison Williamson                                   | Individuel  | 651                   | 7                     | Wei (TPE) (58) V 108–99        | Lorig (USA) (26) D 108–112  | Éliminée                    | Éliminée            | Éliminée            | Éliminée                                               | Éliminée |
| Charlotte Burgess, Naomi Folkard, Alison Williamson | Par équipe  | 1925                  | 2                     | N/A                            | N/A                         | Bye                         | Japon (7) V 201–196 | Chine (3) D 202–208 | Finale pour la médaille de bronze France (5) D 201–203 | 4        |

## Légende
- OR = Record olympique
- NR = Record national
- WR : Record du monde